# Kamen Rider Black RX
Kamen Rider Black RX (仮面ライダーBLACK RX,, Kamen Raidā Burakku Aaru Ekkusu),  é uma série de televisão japonesa do gênero Tokusatsu pertencente à franquia Kamen Rider. Produzida pela Toei Company em associação com a Ishinomori Productions, foi exibida originalmente entre 23 de outubro de 1988 até 24 de setembro de 1989 pelos canais japoneses MBS e TBS. No Brasil, foi exibida pela extinta Rede Manchete, a partir de 24 de julho de 1995. A série é uma continuação direta de Kamen Rider Black.

## História
Após os eventos de Kamen Rider Black, Issamu Minami (Kotaro Minami na versão original) é acolhido pela família Sahara e reconstrói sua vida como piloto de helicóptero. Investigando o aparecimento de  misteriosas estacas pela cidade de Tóquio, Issamu encontra três monstros Skarma, que conseguem impedir sua transformação em Kamen Rider Black. Issamu é capturado e levado à base do Império Crisis, onde seu comandante, General Jark, propõe uma aliança para a dominação da Terra, em troca de multiplicar seus poderes de Kamen Rider. Ao recusar a oferta, Issamu é ferido e jogado ao espaço para morrer. No entanto, a radiação solar, em contato com o King Stone implantado em seu corpo, provoca uma inesperada mutação e Issamu cai na Terra renascido como Kamen Rider Black RX, o Filho do Sol (Taiyō no Kō Kamen Raidā Burakku Aaru Ekkusu), e inicia sua luta contra a invasão Crisis.

## Personagens[4]

### Heróis e Aliados
- Issamu Minami (Kotaro Minami, no original) / Kamen Rider Black RX: Após o trágico desfecho de Kamen Rider Black, é acolhido pela família Sahara e passa a ter aulas de voo de helicóptero com o Sr. Sahara. Ao ter o King Stone em contato com a energia solar sofre uma mutação, transformando-se em Kamen Rider Black RX, que lutará contra a dominação do Império Crisis. Possui o golpe RX Kick (Chute RX), e elimina os inimigos com a espada laser Revolcane (Metalion na dublagem brasileira). No decorrer da série, RX ganha ainda duas formas alternativas: Robô Rider e Bio Rider.
- Reiko Shiratori: Fotógrafa namorada de Issamu. Pouco se sabe sobre seu passado e sua vida pessoal. Ela já aparece na história como parceira de trabalho de Issamu e a única coisa que pode-se supor é que ela tem algum parentesco com os Sahara, pois já morava com eles e conheceu Issamu quando ele foi morar lá. Passa parte da história sendo alvo dos planos de Crisis sem saber que RX na verdade é Issamu. No final da série RX revela sua verdadeira identidade a ela e Reiko então passa a praticar artes marciais e entra na luta contra Crisis ao lado do herói. É atuada por Makoto Sumikawa, ela era companheira de Spielvan como Diana e Lady Diana, em que ela teve mais atuação.
- Joe Kazumi: um ciborgue controlado por Crisis que se volta contra o Império ajudando RX, o qual adota como "irmão", sempre referindo-se a Issamu como "mano" ou aniki. Passa um tempo afastado na história por ficar ferido num combate contra Bosgan no episódio 26, ferido por proteger Issamu. Depois retorna no episódio 37, voltando a ajudar RX na luta contra Crisis. Ao fim da série, decide viajar em busca de seu passado perdido.
- Kyoko Matoba: garota esper que consegue controlar a água. Quer vingar a morte de seus pais (ep. 29) ajudando Issamu/Kamen Rider Black RX contra Crisis. Se torna a principal aliada de Issamu ao longo da série, conseguindo durante as batalhas ser mais eficiente que Reiko e Joe e se tornando entre os aliados a mais perigosa contra os inimigos. Ela também sabe manejar arco e flecha, arma com qual já salvou tanto ela mesma quanto RX de situações extremamente perigosas. Possui o mesmo nome da protagonista irmã de Nobuhiko Akizuki antes de virar Shadow Moon (eps. 38-47).
- Shigero - filho de Sahara, é um dos principais personagens da série pois está sempre envolvido nos episódios, tem seus pais mortos no penúltimo episódio da série pelo diabólico General Jark na sua segunda forma Jark Midler. Comilão e divertido, é responsável pelos momentos de descontração na série. Num ato de coragem, ele e Hitomi chegam a usar a pistola Galaxy shooter para ajudar RX contra Jark Midler.
- Hitomi - irmã de Shigeru, é raptada por Mariebaron (num arco de 4 episódios) para se transformar na temível Princesa Garonia do imperador Crisis. Foi no decorrer desses episódios onde RX descobriu suas duas formas alternativas.
- Nobuhiko Akizuki / Shadow Moon: irmão adotivo de Issamu e arqui-vilão da série Kamen Rider Black. Retorna em 3 episódios determinado a vencer RX(ainda se referindo a ele como Senhor Black) pois foi a única coisa que restou em sua mente. No primeiro aparecendo no fim do episódio 21, depois aparece desafiando RX no episódio 22, e morre definitivamente no episódio 27, quando perde o duelo contra RX. Antes de morrer recupera a memória, e ainda salva duas crianças. Shadow Moon também retorna em outras séries e filmes da franquia Kamen Rider aparecendo no especial Kamen Rider World onde enfrenta Kamen Rider J e Kamen Rider ZO; tem ainda uma pequena aparição em Kamen Rider Decade e no primeiro filme da série intitulado: Kamen Rider Decade: Gekijouban! All Riders Vs. DaiShocker, como chefe da organização DaiShocker, onde ganha a capacidade de assumir a forma humana, Nobuhiko Tsukikage.
- 10 Kamen Riders Seniores: os Riders que antecederam Issamu Minami (Ichigou Número 1), Nigou (número 2), V3, Riderman, X, Amazon, Stronger, Super-1, ZX e SkyRider) aparecem nos episódios 44 a 47 para ajudar RX a derrotar Crisis.
- Shunkichi e Utako: são os pais de Shigero e Hitomi. Acolheram Issamu para morar em sua residência e trabalhar para eles na Linha Aérea Sahara, pois o próprio os considera como tios. Ficam a maior parte da série sem saber a identidade secreta de Issamu. São mortos pelo General Jark/Jark Middler no episódio 46.
- Goro: um chefe de cozinha que trabalha para a Linha Aérea Sahara. Atrapalhado e pouco inteligente, também é um alívio cômico na trama, tal como Shigero. A ator que faz o personagem é filho do criador da Franquia dos Kamen Riders, Shotaro Ishinomori.
- Nanako: a garçonete que trabalha com Goro.
- Kengo e Saburo: Amigos de Shigero e Hitomi. A últma aparição dos dois deu-se até o episódio 39.
- Hayato Hayami: um policial que perseguia RX até o episódio 12. Até hoje não se sabe o motivo do tal personagem ter deixado a série.
- Yuko: ajuda Issamu na luta contra Crisis no episódio 31 e 32. Segundo ela, ela e seu namorado tinham chaves crisianas sem se tocar que Crisis viriam atrás. Com seu namorado morto, ela tenta decifrar o segredo das chaves, mas sem querer acaba abrindo o portal que faria outros crisianos virem para a Terra. Percebendo de seu plano, ela e RX conseguem fechar o portal e destruir as chaves. Durante algum tempo, ela é cuidada por Mika, uma amiga de Yuko e resolve permanecer lá. Maribaron restaura o poder das chaves e usa Mika para reabrir o portal, mas graças a Yuko, consegue mais uma vez frustrar os planos de Crisis.

### Império Crisis
- Imperador Crisis (ep.42,46-47): Líder supremo do império. Tem a forma de uma cabeça gigante. No último episódio, sabendo do iminente fim, tenta subornar Issamu/RX com uma espécie de função de Imperador Terrestre, que foi recusada pelo herói, que o destrói bravamente durante o confronto final da série.
- General Jark (ep.01-46): Um dos principais vilões da série e líder militar de Crisis. No episódio 46, após a morte de seus generais, sentiu-se sem forças e pede poderes ao imperador, que o transforma no monstruoso Jark Midler (Jark Midora no original japonês), sem a consciência de si mesmo, sob controle do Imperador e Dasmader. Nem isso o impede de ser destruído no mesmo episódio por RX, uma vez que foi o responsável pela morte do casal Sahara. Mesmo assim, no momento em que estava morrendo, ele volta à sua forma original e roga pragas a RX sobre a força do Imperador Crisis.
- Bruxa Marie Baron (ep.01-47): Oficial do Estado-Maior de Crisis, é a mais leal ao General Jark, já que torna-se como seu braço-direito. Fora a magia, sua única arma é a pena dourada que usa em seu capacete. No último episódio ela é liquidada pelo Imperador Crisis por se revoltar contra a tática do chefe supremo de Crisis de chantagear Issamu/RX, restando apenas a sua pena.
- Almirante Bosgan (ep.1-44): Comandante Naval de Crisis. Arrogante, traiçoeiro e inescrupuloso, aspirava secretamente ao posto ocupado pelo General Jark na hierarquia de Crisis e aliou-se ao Inspetor Dasmader no decorrer da série. Foi destruído magnificamente por RX em um duelo no episódio 44 (Kamen Riders! Todos Juntos na Luta).
- Técnico Gatezon (ep.1-43): Comandante dos Robôs Kaima. Mesmo sendo mais quieto em comparação aos outros oficias, ele mostra-se bem frio. Armado com uma pistola a laser e possui uma motocicleta Storm Dagger. Por causa da interferência de Dasmader, além de melhorar sua moto para Neo Storm Dagger, acaba falhando em vencer RX e sofre perseguição dos demais aliados. Morre juntamente com o Monstro Robô Hellgaden quando ambos empregaram um ataque suicida na tentativa de destruir o King Stone de RX, que escapou por muito pouco da morte certeira graças a Kyoko Matoba, Reiko e Jô Kazumi.
- Gadorian (ep.1-42): Comandante dos Animais Kaima. Capaz de se locomover no ar, dando saltos ou pulos e soltar raios de sua testa. Morre na tentativa desesperada de liquidar RX transferindo sua energia vital para o Monstro Gadridon, o qual o herói também liquidou logo depois.
- Princesa Garonia (ep.14): Aparece somente no episódio intitulado (O Rapto de Hitomi) devido ao defeito na instabilidade dos equipamentos da Nave Forte Crisis ela acaba morrendo sob os cuidados de Marie Baron, que decide raptar algumas garotas para substituir a falecida princesa.
- Doutor Muron (ep.14): Aparece apenas no episódio intitulado (O Rapto de Hitomi) ele é um auxiliar de Marie Baron que estava cuidando do progresso da Princesa Garonia, mas devido ao defeito dos equipamentos ele não consegue mantê-la viva, e desobedecendo as ordens de Marie Baron ele informa ao General Jark sobre ocorrido.
- Agente da Comunidade Camila (ep.24): Aparece somente no episódio intitulado (Meu Pai é o Drácula!) ele é um residente Crisiano da Comunidade Camila, que era controlado por Gadorian através do Monstro Kaima Lickpack, ele foi transformado num vampiro por Lickpack, o plano é fazer com que os homens sirvam de alimento, Kamen Rider descobre a estratégia e derrota o Monstro Kaima Lickpack e liberta esse Agente da influencia de Kaima.
- Inspetor Dasmader (ep.28-47): Surge mais ou menos no meio da temporada dizendo-se enviado pelo Imperador Crisis para supervisionar  a missão. Rivalizava com Mariebaron pela afeição ao Imperador e principalmente com o General Jark pela liderança militar de Crisis. No início age como um vilão comum, mas ao longo da história vai se mostrando bem mais perigoso que os demais. Frio e traiçoeiro, não hesita em castigar ou mesmo matar aqueles crisianos que falham na missão de derrotar RX e insiste em culpar outros por falhas causadas por si próprio assim como se deu com Gadorian. Porém, no último episódio, é revelado que Dasmader é na verdade o próprio Imperador Crisis e principal vilão da série. Tudo aquilo tinha sido um disfarce para cobrar seus subordinados. Fato que Mariebaron já havia suspeitado em alguns momentos. O vilão é destruído por RX durante a batalha final da série.
- Robô Secretário Chackram (ep.01-47): Aparece várias vezes. É pequeno e usa sempre um escudo em seu braço direito. Funciona principalmente como o mensageiro da Base Crisis. No último capítulo, é destruído por RX antes da luta final contra Dasmader e Crisis.
- Medusa dos Cem Olhos (ep.41): Tem sua aparição somente no episódio intitulado (O Terror da Medusa dos 100 Olhos) ela é avó da Marie Baron e também é a grande mestra dos monstros kaima, foi convocada para combater o Kamen Rider e foi derrotada por ele.
- Monstros Kaima (ep.01-45): Servem ao Imperador Crisis e tentam destruir RX, mas acabam sendo mortos pelo mesmo. Os monstros de Bosgan são denominados como Guerreiros; Os monstros de Mariebaron são Feiticeiros; os monstros de Gatezon são Robôs e por último, os de Gadorian são mutantes criados por ele mesmo.
- Chaps (ep.01-47): Soldados que servem de ajuda nos planos e são saco de pancada de RX (como manda a tradição tokusatsu). Possuem variadas cores como: cinza, marrom e preto.
- Desgaron (ep. 14 e 15): Robô Kaima criado para eliminar RX quando buscava Hitomi em Crisis. Acaba sendo pego pela mesma armadilha criada por Marie Baron para destruir RX e embora tenha sido traído, ele declinou a oferta de RX de se aliarem para fugirem. Ironicamente, foi graças a Desgaron que RX adquiriu de se transformar em Robô Rider. Acaba derrotado, mas revela que Hitomi estava viva e que fez um complô com Marie Baron com o propósito de desestabilizar RX. De certa maneira, seu designer lembra bastante Shadow Moon.
- Grandailas (ep 44-45): Foi um androide criado por Crisis próximo dos último capítulos da temporada. Foi de longe o inimigo mais poderoso que apareceu na série tanto em Black quanto em RX. Seus poderes chegavam superar os de Shadow Moon, e sendo o único vilão na série a resistir ao ataque de Metallion. Para derrotá-lo RX foi obrigado a dar um ataque suicida se explodindo junto ao inimigo fazendo todos pensarem que ele estava morto, mas RX sobrevive, retornando algum tempo depois para ferir Marie Baron no rosto e a partir dai inicia o plano final para derrotar Crisis. Similar a tática que Marie Baron usou ao mandar o Monstro Feiticeiro Kaima Vírus-K dentro do corpo de Issamu para destruí-lo dentro de seu corpo no episódio 35.

### Outros
- Dr. World (ep. 3): Um dos crisianos escravizados pelo Monstro Gainagiskan. Ele entrega para Issamu um disquete contendo instruções para criar o Ridron.
- Yusuke Morita (ep. 7): Um amigo de infância de Issamu. É um grande técnico de computação que possuía um projeto que fez Crisis irem em busca de tomá-lo.
- Tomoko Kishida (ep. 8): Uma garota mestiça de humana com crisiana. Ela possuía uma inteligência fora do normal.
- Gall (ep. 12): Esse Crisiano foi pertencente a um Grupo de Resistência. Ajuda RX na luta com o Monstro Cerebron, mas é morto por Mariebaron.
- Kirara (ep. 13): Uma garota que, junto de seu pai estão fugindo do Império Crisis. Foi controlada pelo monstro Flamegrame para capturar o Cristal G, que com ele pode criar um conversor Dimensional. Kengo, o amigo de Shigero, se apaixonou por ela.
- Celia (ep. 21): Uma guerrilheira que pertence a um Grupo Anti-Crisis. Alguns anos antes, Joe e ela tiveram um relacionamento amoroso. Ao vir para a Terra, ela havia sido controlada pelo monstro BangGong. No fim, ela volta ao normal e viaja para o exterior.
- Masao (ep. 23): um garoto que sofria valentanismo porque tirava notas baixas na escola. Ao encontrar um mini computador que faz as criaturas transformarem em outras, transforma-se em gorila.
- Muto (ep. 24): um habitante da Comunidade Camila que anos atrás a mando de Crisis, vem espionar a Terra. Daí casa-se com uma humana e têm um filho chamado Hakiyo. É controlado pelo monstro LiquiPark, que o transforma em vampiro. Daí no fim, RX destrói o monstro e ele volta a uma vida normal junto com seu filho.
- Kyoko Akizuki (ep. 22): Irmã adotiva de Issamu. Aparece em um pequeno flashback no epísódio da volta de Shadow Moon. Mesmo sendo junto com Issamu a protagonista da temporada anterior e com toda sua importância na história, seu destino não é mostrado em RX e estranhamente ela nem é citada durante todo o seriado, sendo essa sua única aparição.

#### Habilidades de RX
Acessórios, golpes, armas e veículos
- Acrobatter - É a versão revivida de Patrol Hopper, a moto orgânica construída originalmente pelos Gorgom em Kamen Rider Black. Também ao ser banhada com os poderes da luz do sol se transforma em Acrobatter, agora sendo capaz de falar fluentemente e ganha os poderes de detectar monstros e objetos até debaixo da terra. Assim como RX, também tem a habilidade assumir outras duas formas, como Roboizer (Robo Rider) e Iron Snake/Macjabber (Bio Rider)
- Ridron - É o super carro de RX, construído por Issamu com base no projeto contido no disquete entregue a ele pelo Prof. Walter no mundo Kaima do Império Crisis, mesmo depois de construído não se movia, porém ao ser levado ao fundo do mar na gruta milagrosa do monstro Baleia, a mesma gruta onde Issamu ressuscitou como Kamen Rider Black, Ridron ganha vida própria sendo altamente inteligente assim como Acrobatter, capaz de atingir uma velocidade de 1500 km por hora, superior a Lord Sector. Pode andar tanto na terra quanto na água, além de poder viajar para outras dimensões. Dotado de alta tecnologia, possui duas mandíbulas que servem tanto para perfurar o solo quanto para atacar os monstros do Império Crisis.
- King Stone - a pedra do poder implantada no corpo de RX pelos Gorgom, durante os eventos de Kamen Rider Black. Após contato com a luz solar, tornou-se senciente e passa a orientar Issamu.
- Raio King Stone (King Stone Flash, na versão original) (40-42) - é uma energia que RX emite de seu cinto para afugentar ou aturdir seus inimigos, utilizados contra os Chaps e contra um dos monstros de Gadorian.
- Metallion (Revolcane na versão original) - é a espada que RX tira de seu King Stone. Coberta pela energia solar concentrada no King Stone de RX semelhante aos sabres de luz da franquia hollywoodiana Star Wars. É a principal arma do Herói é com ela que RX destrói a maioria dos seus inimigos...
- Macro Visor (Macro Hyōji no original) - RX usa essa habilidade para encontrar a fraqueza de seu oponente, igualmente usado para ver objetos ou povos escondidos atrás de alguns obstáculos.
- Salto RX (RX Jump, na versão original) - RX dá um salto no ar, apenas na versão japonesa.
- Chute RX (RX Kick, na versão original) - evolução do Rider Kick (Golpe Louva-a-Deus na dublagem brasileira de Kamen Rider Black), agora sendo executado com os dois pés. Similar ao Shadow Kick de Shadow Moon.
- Rider Sensor - É utilizado por RX através de suas antenas, assim podendo localizar objetos, ou criaturas em movimento. Funciona como um radar.
- Chute Duplo (Double Kick) - Chute dado por RX e Black, versão alternativa trazida por Diend na luta contra Apollo Geist no episódio 27 de Kamen Rider Decade.
- Chute Quadruplo - Chute dado pelas versões de Issamu num especial de RX.
- Robô Punch - Apenas para Robô Rider, na forma de Robô Rider, Robô Rider concentra sua energia para dar um só soco, mas apenas em ambientes com temperaturas de alto calor.
- Max Sabre (Bio Blade) - Espada que RX utiliza quando transformado em Bio Rider. Seu poder de corte é mais forte que de Metallion.
- Voltick ou Galaxy Shooter (Tiro Vórtex) - arma laser usada por RX na forma de Robô Rider. Tem alto poder ofensivo.

 Formas alternativas de RX
- RX Robô Rider: com um corpo de grande resistência e quase indestrutível, o Robô Rider foi uma metamorfose que RX sofreu enquanto procurava Hitomi, sequestrada por Crisis. Supostamente quando Desgaron mata Hitomi, RX sente uma profunda tristeza e angústia, Desgaron golpeia RX que o King Stone absorva a energia de Desgaron sofrendo uma metamorfose se transformando em Robô Rider. Antes de morrer Desgaron fala que fez um complô com a Marie Baron usando uma Hitomi falsa. Na forma de Robô Rider, Acrobatter se transforma em Roboiser. Ele se auto-denomina como o Príncipe da Tristeza (Kanashimi no Oji) ou Príncipe das Chamas (Honō no Oji). Embora tenha habilidade limitada, possuí uma força fora do comum. Foi capaz de usar esta forma em instantes quando confrontou o Monstro Feiticeiro Kaima Biaco e depois voltou a forma de Issamu sem que percebesse.
- RX Bio Rider: outra forma alternativa de RX, descoberta logo depois de Robô Rider. Extremamente útil em situações de infiltrações secretas e espionagem, e de perigo impossíveis de escapar por suas outras formas inclusive de explosões eminentes o tornando quase imortal. RX é mandado para o fundo de uma gruta por Marie Baron. RX usa a forma de Robô Rider, mas existia um campo magnético que o limitava. Para escapar, somente existia frestas na gruta. RX emite um grito de fúria. King Stone emite um outro poder fazendo RX passar por uma outra transformação e RX atinge a sua terceira forma, Bio Rider. Na forma de Bio Rider ele materializa na forma líquida e consegue escapar de lá usando as frestas como se tivesse vivo. Sua espada é o Max Sabre (Bio Blade). Na forma de Bio Rider, Acrobatter se transforma em Iron Snake (Mach Jabber). Ele se autodenomina como o Príncipe da Íra (Icari no Oji). Pode ser capaz de criar antídotos quando uma das pessoas morde Issamu depois de serem mordidas pelo Musarabisara. Chegou a possuir Sawada para confrontar o Monstro Kaima Barun Borun. Quando Marie Baron mandou o Monstro Feiticeiro Kaima Vírus-K dentro do corpo de Issamu, este usa a forma de Bio Rider para não ter seus órgãos internos comprometidos até depois voltar a forma de RX e fingir-se de morto para poder descobrir onde se encontravam e dar fim no esquema de Marie Baron. A mesma coisa acontece quando RX usa a forma de Bio Rider e adentrar no corpo de Grandailas e destruí-lo por dentro. Ele depois aparece de uma poça e fere o rosto de Marie Baron.

## Lista de episódios[4]
| Número do episódio | Título do episódio                                         | Inimigo(s) do episódio                                              | Protagonistas ou Foco dos Episódios                                                                                             |
| ------------------ | ---------------------------------------------------------- | ------------------------------------------------------------------- | --- |
| 01                 | RX, O Filho do Sol!                                        | Monstros Feiticeiros Kaima Skarma                                   | Issamu Minami (Kamen Rider Black RX)                                                                                            |
| 02                 | O Renascer de RX!                                          | Monstro Robô Kaima Kublican e Monstros Feiticeiros Kaima Skarma     | Issamu Minami (Kamen Rider Black RX)                                                                                            |
| 03                 | RX Contra o Cavaleiro do Vento                             | Monstro Guerreiro Kaima Gainagiskan                                 | Issamu Minami (Kamen Rider Black RX), Reiko Shiratori, Doutor World, Shigeru e seus amigos                                      |
| 04                 | Raidron, O Carro da Luz                                    | Monstro Robô Kaima Gangaden                                         | Issamu Minami (Kamen Rider Black RX)                                                                                            |
| 05                 | Uma Armadilha na Gruta                                     | Monstro Guerreiro Kaima Gainagamus                                  | Issamu Minami (Kamen Rider Black RX), professor Yushiro, Reiko Shiratori, Shigeru e seus amigos                                 |
| 06                 | A Bagunça do Monstro Extraterrestre                        | Monstro Kaima Kurukuruten                                           | Issamu Minami (Kamen Rider Black RX) e Shigeru                                                                                  |
| 07                 | S.O.S. Laços de Amizade!                                   | Monstro Feiticeiro Kaima Budin                                      | Issamu Minami (Kamen Rider Black RX) e Yusuke Morita                                                                            |
| 08                 | O Segredo de Papai e Mamãe                                 | Monstro Kaima Gainamite                                             | Issamu Minami (Kamen Rider Black RX) e Tomoko Kishida                                                                           |
| 09                 | A Magia de Maribaron                                       | Monstro Kaima Attipetti e Gadorian                                  | Issamu Minami (Kamen Rider Black RX) e Shizuka                                                                                  |
| 10                 | O Ataque dos Clones                                        | Monstro Kaima Dogumaroguma                                          | Issamu Minami (Kamen Rider Black RX) e Shigeru                                                                                  |
| 11                 | A Revolta do Ferro-Velho                                   | Monstro Robô Kaima Skraid                                           | Issamu Minami (Kamen Rider Black RX) e Massaki                                                                                  |
| 12                 | Pesadelo Assassino                                         | Monstro Feiticeiro Kaima Cerebron                                   | Issamu Minami (Kamen Rider Black RX) e Reiko Shiratori                                                                          |
| 13                 | A Garota de Kaima                                          | Monstro Kaima Flamegrame                                            | Issamu Minami (Kamen Rider Black RX), Shigeru, Kengo e Kirara                                                                   |
| 14                 | O Rapto de Hitomi                                          | Monstro Robô Kaima Desgaron e Maribaron                             | Issamu Minami (Kamen Rider Black RX) e Hitomi                                                                                   |
| 15                 | O Nascimento de RoboRider                                  | Monstro Robô Kaima Desgaron e Monstros Robô Kaima Triplon 1, 2 e 3  | Issamu Minami (Transforma-se em RoboRider) e Hitomi                                                                             |
| 16                 | A Princesa do Vale dos Milagres                            | Monstro Robô Kaima Necksticker                                      | Issamu Minami (RoboRider), Joe Kazumi e Hitomi                                                                                  |
| 17                 | BioRider                                                   | Monstro Robô Kaima Triplon 1, 2 , 3                                 | Issamu Minami (Transforma-se BioRider), Hitomi(na forma da princesa Garúnia), Joe Kazumi e Shigeru                              |
| 18                 | Um Voo Para a Morte                                        | Monstro Kaima Musarabisara/Bicho-Esquilo                            | Issamu Minami (Kamen Rider Black RX), Joe Kazumi, Shigeru e amigos                                                              |
| 19                 | O Terrível Sol Artificial                                  | Robô Kaima Kroizer                                                  | Issamu Minami (RoboRider), Doutor Ahara, Reiko Shiratori, Keiko e Shiniti                                                       |
| 20                 | O Monstro Que Come Banana                                  | Monstro Feiticeiro Kaima Biaco                                      | Issamu Minami (RoboRider, BioRider) Issamu materializa a forma de RoboRider por um tempo limitado, Joe Kazumi, Shigeru e Saburo |
| 21                 | Entre o Amor e a Amizade                                   | Monstro Kaima Bang Gong                                             | Issamu Minami (BioRider), Joe Kazumi e Celia                                                                                    |
| 22                 | Shadow Moon                                                | Monstro mutante Antronto e Shadow moon                              | Issamu Minami (Kamen Rider Black RX, RoboRider e BioRider)                                                                      |
| 23                 | RX Virou Porco!                                            | Monstro Guerreiro Kaima Gainabrás                                   | Issamu Minami (Kamen Rider Black RX), Joe Kazumi e Masao                                                                        |
| 24                 | Meu Pai é o Drácula!                                       | Monstro Kaima Lickpack                                              | Issamu Minami (Kamen Rider Black RX), Joe Kazumi, Hakyo e seu pai Muto                                                          |
| 25                 | As Noivas de Escorpião                                     | Monstro Guerreiro Kaima Gainakamakil e Bosgan                       | Issamu Minami (Kamen Rider Black RX), Joe Kazumi e Reiko Shiratori                                                              |
| 26                 | Bosgan Contra-Ataca                                        | Monstro Kaima Gainagingam e Bosgan                                  | Issamu Minami (Kamen Rider Black RX e BioRider), Joe Kazumi, Shigeru e Hitomi                                                   |
| 27                 | O Grande Contra-Ataque! O Retorno do Príncipe das Sombras! | Monstro Kaima Mattbott e Shadow Moon (morre)                        | Issamu Minami (Kamen Rider Black RX e RoboRider), Hiroshi e Akemi                                                               |
| 28                 | Os Representantes de Sua Majestade, O Imperador            | Monstro Kaima Gimeragomera e Dasmader(sua aparição)                 | Issamu Minami (Kamen Rider Black RX), Reiko Shiratori, Yukio e sua família                                                      |
| 29                 | Um Planeta Sem Água                                        | Monstro Kaima Mundegande                                            | Issamu Minami (Kamen Rider Black RX e BioRider), Reiko Shiratori e Kyoko Matoba                                                 |
| 30                 | Um Deserto em Tóquio                                       | Monstro Robô Kaima Metal Heavy e Mariebaron                         | Issamu Minami (Kamen Rider Black RX), Reiko Shiratori e Kyoko Matoba                                                            |
| 31                 | A Mulher Que Esteve em Kaima                               | Robô Kaima Elegtron e Gatezon                                       | Issamu Minami (Kamen Rider Black RX e RoboRider) e Yuko                                                                         |
| 32                 | O Céu do Amor e da Esperança                               | Monstro Kaima Kanima                                                | Issamu Minami (Kamen Rider Black RX), Yuko e Mika                                                                               |
| 33                 | O Duelo na Ponte                                           | Monstro Kaima Gazla Gizla                                           | Issamu Minami (Kamen Rider Black RX e BioRider) e Reiko Shiratori                                                               |
| 34                 | Operação Nave-Mãe Shikoku                                  | Monstro Robô Kaima Shlaidin                                         | Issamu Minami (Kamen Rider Black RX e RoboRider), Reiko Shiratori, Ossamu e seu pai Sr. Kujo                                    |
| 35                 | Issamu Minami Procurado Pela Polícia!                      | Monstro Feiticeiro Kaima Vírus-K                                    | Issamu Minami (Kamen Rider Black RX e BioRider)                                                                                 |
| 36                 | Quem é o Meu Herói?                                        | Monstro Kaima Barun Borun                                           | Issamu Minami (Kamen Rider Black RX e BioRider), Sawada, Shigeru e seus amigos                                                  |
| 37                 | O Ataque dos Monstros Ninja                                | Monstro Guerreiro Kaima Gainaninja                                  | Issamu Minami (Kamen Rider Black RX e BioRider), Joe Kazumi e Reiko Shiratori                                                   |
| 38                 | O Império Subterrâneo                                      | Monstro Feiticeiro Kaima Tenku e Maribaron                          | Issamu Minami (Kamen Rider Black RX e RoboRider), Joe Kazumi e Kyoko Matoba                                                     |
| 39                 | O Grande Prêmio dos Mini 4WD                               | Robô Kaima Spindler                                                 | Issamu Minami (Kamen Rider Black RX e BioRider), Shigeru, Kyoko Matoba, Joe Kazumi e Reiko Shiratori                            |
| 40                 | Armadilha no Condomínio dos Fantasmas!                     | Monstro Guerreiro Kaima Gainajagran e Dasmader                      | Issamu Minami (Kamen Rider Black RX e BioRider) e Kyoko Matoba                                                                  |
| 41                 | O Terror da Medusa dos 100 Olhos                           | Monstro Feiticeiro Kaima Meduza dos 100 Olhos                       | Issamu Minami (Kamen Rider Black RX), Kyoko Matoba, Joe Kazumi e Reiko Shiratori                                                |
| 42                 | A Expulsão dos 4 Comandantes                               | Monstro Kaima Gatridon e Gadorian                                   | Issamu Minami (Kamen Rider Black RX), Joe Kazumi e Reiko Shiratori                                                              |
| 43                 | A Derrota de RX                                            | Monstro Robô Kaima Hellgadem e Gatezon                              | Issamu Minami (Kamen Rider Black RX e BioRider), Kyoko Matoba, Joe Kazumi e Reiko Shiratori                                     |
| 44                 | Kamen Riders: Todos Juntos na Luta!                        | Super Guerreiro Kaima Grandailas e Bosgan                           | Issamu Minami (Kamen Rider Black RX), Kyoko Matoba, Joe Kazumi, Reiko Shiratori + 10 Kamen Riders                               |
| 45                 | O Falso Fim de RX                                          | Super Gurreiro Kaima Grandailas e Monstros Fantasmas                | Issamu Minami (Kamen Rider Black RX e BioRider), Kyoko Matoba, Joe Kazumi, Reiko Shiratori, Goro + 10 Kamen Riders              |
| 46                 | O Ataque dos Kamen Riders                                  | General Jark transformado em Jark Middler                           | Issamu Minami (Kamen Rider Black RX, RoboRider e BioRider), Shigeru, Hitomi + 10 Kamen Riders                                   |
| 47                 | A Luz do Amanhã                                            | Maribaron, Dasmader - Imperador Crisis                              | Issamu Minami (Kamen Rider Black RX, RoboRider e BioRider)                                                                      |
| Filme              | Kamen Rider Black RX: Stay In The World                    | Império Gorgom e Crisis (sem lutas diretas) e vários Monstros Kaima | Issamu Minami, Kamen Rider Black, Kamen Rider Black RX, Bio Rider e Robo Rider                                                  |

## Filme: Kamen Rider Black RX: Stay In The World
Foi um episódio especial lançado durante a temporada de RX e exibido em 3D no cinema japonês. Esse episódio se passa cronologicamente entre os episódios 25 e 26. Nele o General Jark cria um plano de jogar Issamu de volta em um passado paralelo onde ele tem que enfrentar os Gorgom novamente. Esse especial é bastante lembrado pois nele ocorre uma cena onde RX se divide em quatro: RX, Black, Bio Rider e Robô Rider e todos lutam juntos contra os vilões durante essa batalha.

### Filmes
- Kamen Rider Decade: All Riders vs. Dai-Shocker
- OOO, Den-O, All Riders: Let's Go Kamen Riders
- Kamen Rider × Super Sentai: Super Hero Taisen
- Kamen Rider × Super Sentai × Space Sheriff: Super Hero Taisen Z
- Heisei Rider vs. Showa Rider: Kamen Rider Taisen feat. Super Sentai
- Super Hero Taisen GP: Kamen Rider 3
- Saber + Zenkaiger: Super Hero Senki

### Especial de TV
- Kamen Rider 1 Through RX: Big Gathering

## Elenco

### Atores japoneses
- Kotaro Minami: Tetsuo Kurata
- Reiko Shiratori: Makoto Sumikawa
- Joe Kazumi: Rikiya Koyama
- Kyoko Matoba: Megumi Ueno
- Shigeru Sahara: Takeshi Inoue
- Hitomi Sahara: Shoko Imura
- Shunkichi Sahara:  Makoto Akatsuka
- Utako Sahara:  Eri Tsuruma
- Goro: Jo Onodera
- General Jark: Toshimichi Takahashi
- Bosgan: Shōzō Iizuka (voz)
- Marie Baron: Atsuko Takahata
- Gatezon: Takayuki Kitamura
- Nobuhiko Akizuki/Shadow Moon: Masanori Jisen
- General Dasmader: Matsui Tetsuya
- Imperador Crisis: Gorō Naya

## Elenco brasileiro de dublagem
- Kotaro (Issamu) Minami: Élcio Sodré
- Reiko Shiratori: Marli Bortoletto
- Joe Kazumi: Ricardo Medrado
- Kyoko Matoba: Letícia Quinto
- Shigeru Sahara: Vágner Fagundes
- Hitomi Sahara: Fernanda Bullara
- Shunkichi Sahara: Fábio Moura
- Utako Sahara: Fátima Noya
- Goro: Cássius Romero
- General Jark: Ricardo Nóvoa
- Bosgan: Felipe Di Nardo
- Marie Baron: Patrícia Scalvi
- Gatezon: Paulo Celestino
- Nobuhiko Akizuki/Shadow Moon: Affonso Amajones
- General Dasmader: Francisco Brêtas
- Imperador Crisis: Ricardo Nóvoa

## Trilha Sonora
Abertura
- "Kamen Rider Black RX" (仮面ライダーBLACK RX, Kamen Raidā Burakku Āru Ekkusu)
- Letra: Chinfa Kan
- Composição & Arranjo: Eiji Kawamura
- Artista: Takayuki Miyauchi
- Versão brasileira: 
  - Anísio Silva (Kamen Rider, um mundo mais feliz, versão adaptada, não fiel ao tema)
  - Toninho Ghizzi (segue a mesma melúdia de Anísio, não exibida em TV aberta)
  - Ricardo Cruz (segue a melúdia de Anisio Silva)

Encerramento
- "Dareka ga Kimi o Aishiteru" (誰かが君を愛してる?, "Someone Loves You")
- Letra: Chinfa Kan
- Composição: Tetsuji Hayashi
- Arranjo: Eiji Kawamura
- Artista: Takayuki Miyauchi
- Versão brasileira: Anísio Silva (Kamen Rider, um mundo mais feliz, versão adaptada, não fiel ao tema)

## Sabanização
Em 1995 a empresa estadunidense Saban Entertainment, após as experiências com Power Rangers e  VR Troopers, criou uma série utilizando-se do material dos Kamen Riders, em especial de Kamen Rider Black RX. Seu nome era Masked Rider. Na americanização, Issamu Minami virou Dex Stuart, um ser do planeta Edenoi, que apareceu em um episódio da terceira temporada de Power Rangers. Além de RX, a série também usou material de Kamen Rider ZO e Kamen Rider J. Como procedimento padrão da Saban, os nomes dos vilões e habilidades do herói foram todos alterados. Segue abaixo uma lista com todas as mudanças de nome do original para a sabanização.
Em junho de 2023, Kamen Rider Black RX é a única entrada na série Kamen Rider a ter versões dubladas de si ambos mesmo e de sua adaptação americana Masked Rider como dois shows separados no Brasil.

### Lista de mudanças de nome

#### Acessórios, golpes, armas e veículos
- Acrobatter - Chopper
- Roboizer - Chopper Super Moto Ouro
- Iron Snake - Chopper Super Moto Azul (que de azul não tem nada)
- Ridron - Magnum
- King Stone - Hecto Fase/Hecto Acelerador
- Metallion (Revolcane) - Eletro Sabire
- Tiro Vortex - Hecto Raio
- Max Sabre (Bio Blade) - Sabre Azul
- Chute RX - Chute Rider (golpe final dado por todos os Riders, Rider Kick)
- Espada Solar - Sabre do Sol
- Poder Solar - Golpe do Sol

#### Transformações
- BioRider - Super Azul
- RoboRider - Super Ouro
- RX Poder Solar - RX The Sun (Luz Solar)

#### Vilões
- Forte Crisis - Base Aranha
- General Jark - Conde Dregon
- Mariebaron - Nefária
- Bosgan - Dupla Face
- Gatezon - Ciclóptero
- Gadorian - Gork
- Shadow Moon - RoboRider (nome dado a forma alternativa de RX)

## Transmissão no Brasil
A série Black Kamen Rider RX foi originalmente veiculada pela Rede Manchete, sucedendo Black, sendo que o último episódio nunca foi exibido, mas sendo exibido com uma única exibição com dublagem em português. Sua re-exibição foi ao ar na TV Diário, transmissão exibida no Ceará.

Atualmente foi liberado no streaming pago dentro da plataforma Amazon Prime no canal Tokusato, em versão legendada. Existe também a possibilidade da série ser liberada ou para a Pluto TV ou na Vix TV. Através da plataforma You Tube, a Tokusato está fazendo exibição de séries, Tokusatsus e animes, a série sendo exibida aos fins de semana, tudo legendado, exceto Ghosthound, que é dublado.